# 何廷一
何廷一（1915年—2007年），中国人民解放军将领、中国人民解放军开国少将。
曾任空军第二副参谋长兼军事检察院检察长。1955年，授予中国人民解放军少将。